# Amancio Alcorta (músico)
Amancio Jacinto del Corazón de Jesús Alcorta (Santiago del Estero, 16 de agosto de 1805-Buenos Aires, 3 de mayo de 1862) fue un político, músico y compositor argentino del siglo XIX. 

## Biografía
Hijo de José Pelayo de Alcorta Larrañaga, nacido en Bilbao, España, comerciante, alcalde ordinario de 1.º Voto, administrador de Correos (1787), síndico del Convento de San Francisco; José Alcorta se casó en segundas nupcias con Gabriela de Zuasnábar Paz y Figueroa.
Descendía Amancio Alcorta, por su madre, de personajes ilustres, contándose entre ellos Jerónimo Luis de Cabrera, fundador de Córdoba, Diego Torres de Villarroel, de Tucumán, Francisco de Aguirre, de Santiago del Estero, y Juan Ramírez de Velasco, de la Rioja; estaba además emparentado con los generales Lucas de Figueroa y Mendoza, gobernador de Tucumán en 1663, con Sancho de Paz y Figueroa, alcalde de 1.º voto en Santiago del Estero en 1629, con Alonso de Herrera y Guzmán, caballero de las órdenes de San Juan y de Santiago y con otros hombres notables de la época de la conquista.[cita requerida]
Amancio Alcorta estudió literatura entre 1817 y 1820 en el convento de los Franciscanos en Catamarca, hoy llamado Colegio Fray Ramón de la Quintana, y luego viaja a Córdoba para estudiar en el Colegio de Monserrat, donde estudia flauta traversa y armonía con el maestro José María Cambeses.
En 1826, mientras estudiaba abogacía en la Universidad de Córdoba, es designado representante por Santiago del Estero ante el Congreso Nacional. En 1830 es designado ministro de Santiago del Estero, y en 1831, de Salta. En 1853 se radica en Buenos Aires, y ocupa el cargo de senador por su provincia natal. 

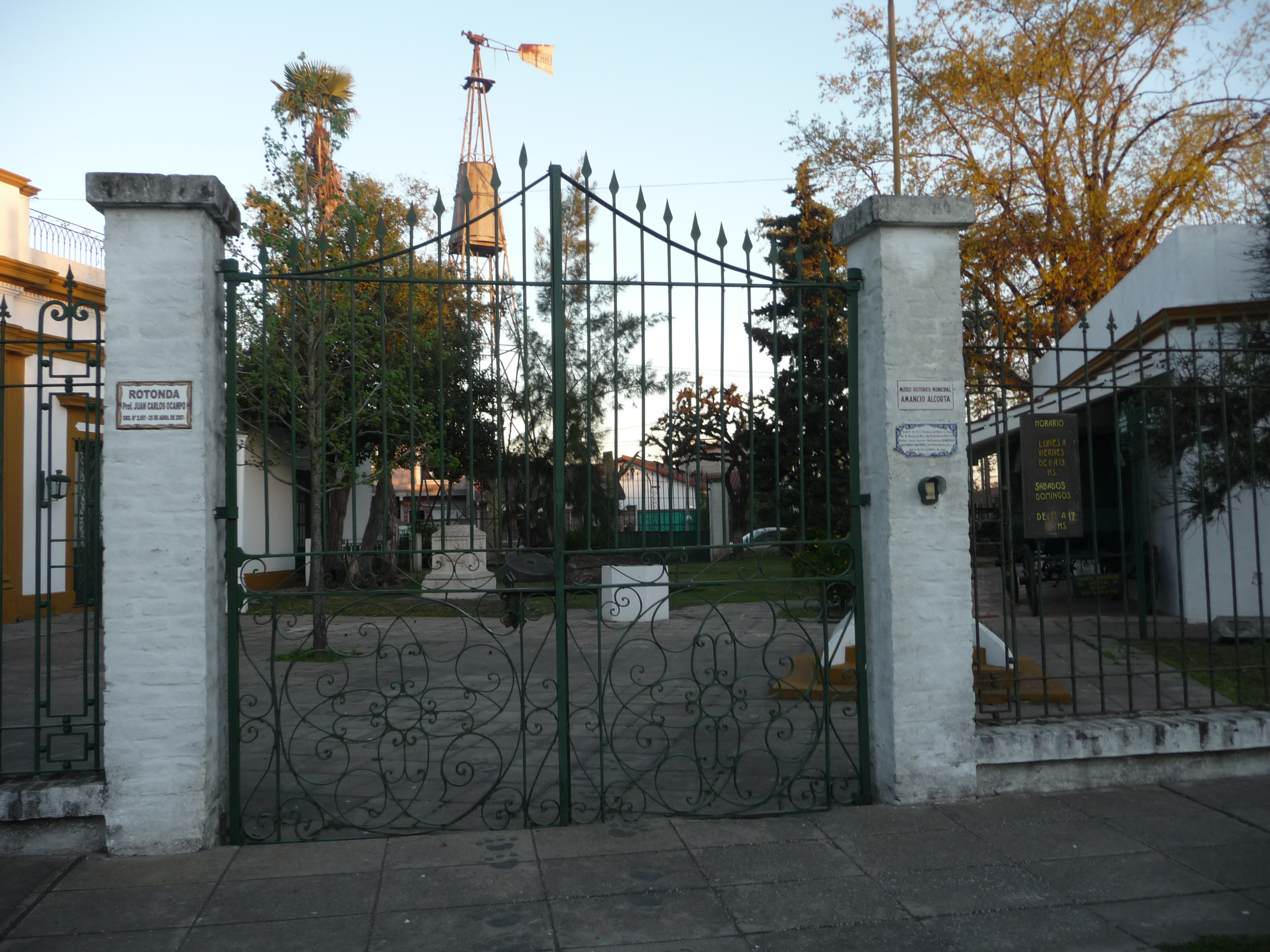
Casa de Amancio Alcorta en Moreno

Había contraído matrimonio el 30 de mayo de 1829 con Coleta Palacio Ispizua, con quien tuvo numerosa descendencia:
1. María del Rosario Alcorta Palacio (1830-1881) 
2. Modesta Petrona Alcorta Palacio (1833-1919)c.m.c José Antonio Mattos (c.s)
3. Eloísa Gabriela Alcorta Palacio (1834-1896) c.m.c Jorge Orlando Williams Blackett(c.s) 
4. Santiago Damiano Alcorta Palacio(1838-1914)c.m.c Ana Ermelinda Martínez Acuña (c.s) 
5. Amancio Mariano Alcorta Palacio (1842-1902)c.m.c Manuela Martínez Acuña (c.s) 
6. Ramón Eustaquio Alcorta Palacio c.m.c Matilde Aguiar (c.s)
Falleció en Buenos Aires en 1862, y sus restos descansan en el mausoleo familiar en el Cementerio de la Recoleta.
El nombre de Amancio Alcorta se encuentra ligado a la ciudad de Moreno, al ser él propietario de gran parte de las tierras del partido homónimo. En 1860 dona parte de sus propiedades para instalar la Estación Moreno, en torno de la cual se desarrollaría la ciudad de Moreno.

## Obra musical
Su figura se destacó en el panorama de la música de su país por pertenecer a la generación de los primeros compositores nacidos en suelo argentino. Al igual que Juan Pedro Esnaola y Juan Bautista Alberdi, Amancio Alcorta sobresalió como arquetipo de su época. 
Fue un hombre de cultura integral que desarrolló su carrera política junto con las artes. 
La característica de la época fue que estos precursores, a pesar de ostentar una formación musical sistemática, desarrollaban su inclinación artística en forma amateur o complementaria. 
Amancio Alcorta compuso una importante cantidad de obras entre 1822 y 1862. La mayoría de ellas se encuentran perdidas, excepción hecha de las recopiladas y editadas por su nieto, Alberto Williams, y las publicadas en algún momento de su vida o en forma póstuma. 
La obra de Alcorta, como el resto de la producción de la época en Argentina, muestra la fuerte influencia del estilo lírico de Rossini, teniendo en cuenta el impacto que produjo la representación en 1825, de "El Barbero de Sevilla", primer espectáculo lírico integral montado en Buenos Aires. 
Sus composiciones, especialmente de música secular no están exentas sin embargo, de la influencia del folclore local. 
Según Alberto Williams, sus canciones:

tienen un sutil perfume nacional, a pesar de la avasalladora influencia rossiniana; en ellas ha pasado algo del alma de nuestros viejos payadores y se encuentran ritmos y giros de los cantos y bailes de los gauchos del interior; se advierten cambios de tono análogos a los de las canciones populares, y están impregnados de suave melancolía como si fueran un reflejo de la pampa, un recuerdo de infinita tristeza”
 (Antología de Compositores Argentinos, Bs. As., 1941).

### Música secular
- Canciones para piano, publicadas en forma póstuma en París, incluye valses, minués, cuadrillas, polkas, y contradanzas.

": Colección de composiciones originales. 02, El remolino : vals para piano solo / por Amancio Alcorta
- Colección vocal. Con textos propios y de Carnicer, editadas en Barcelona.
- Nocturno
- Romance, para mezzo-soprano y piano.
- Gran fantasía para piano y flauta
- Trío en Mi bemol para flauta, violín y piano
- Trío en Sol para flauta, violín y piano
- Cuarteto para flauta, violín, violonchelo y piano.

### Música sacra
- Lamentaciones, para Contralto, tenor, bajo, órgano (o piano).
- Gradual para el día de San Martín de Tours, para Barítono, flauta obligada y órgano (o piano).
- La Agonía, canto para el Viernes Santo (1843), para Tenor, barítono, órgano (o piano).

## Discografía
- CAMERATA BARILOCHE dirigida por Elías Khayat	Alcorta - Esnaola - Alberdi - Gianneo - Turina - Gomes - De Falla - Gilardi - Bragato - Ed. Profonar S.R.L./Star Music (1995) CD